# Championnats du monde de ski alpin 2019 - Slalom Géant femmes
Navigation
Édition précédente Édition suivante
Les deux manches du Slalom Géant femmes des Championnats du monde de ski alpin 2019 ont lieu le 14 février. Auteure de deux manches solides, Petra Vlhová devient la première championne du monde en ski alpin de la Slovaquie, hommes et femmes confondus. 2e temps sur le premier tracé, 3e chrono de la deuxième manche (où la Néo-Zélandaise Alice Robinson, 30e de la manche initiale et donc première partante de la deuxième, a signé le meilleur temps devant Clara Direz), Vlhová parvient à prendre le meilleur sur Viktoria Rebensburg qui était en tête, non seulement après la première manche, mais jusqu'au dernier chrono intermédiaire avec 40/100e d'avance, et qui a tout perdu sur les dernières portes pour finir avec la médaille d'argent à 14/100e. Pas vraiment dans le coup pour la victoire sur les deux actes de cette course, Mikaela Shiffrin, championne olympique en titre de la discipline, se contente de la médaille de bronze. Il en va de même avec Tessa Worley, qui était la tenante du titre, 5e de la première manche, gênée par des rafales de vent sur le deuxième parcours et 6e à la fin.  

## Résultats[4],[5]
La première manche sur la piste Gästrappet a eu lieu à partir de 14 h 15, la deuxième à 18 h 00 
| Rang               | Dossard | Nom                             | Pays               | Manche 1         | Rang             | Manche 2                               | Rang                                   | Total                                  | Écart                                  |
| ------------------ | ------- | ------------------------------- | ------------------ | ---------------- | ---------------- | -------------------------------------- | -------------------------------------- | -------------------------------------- | -------------------------------------- |
| Médaille d'or      | 4       | Petra Vlhová                    | Slovaquie          | 1 min 1 s 10     | 2                | 1 min 0 s 87                           | 3                                      | 2 min 1 s 97                           |                                        |
| Médaille d'argent  | 3       | Viktoria Rebensburg             | Allemagne          | 1 min 0 s 91     | 1                | 1 min 1 s 20                           | 9                                      | 2 min 2 s 11                           | + 0 s 14                               |
| Médaille de bronze | 2       | Mikaela Shiffrin                | États-Unis         | 1 min 1 s 35     | 4                | 1 min 1 s 00                           | 6                                      | 2 min 2 s 35                           | + 0 s 38                               |
| 4                  | 1       | Ragnhild Mowinckel              | Norvège            | 1 min 1 s 28     | 3                | 1 min 1 s 19                           | 8                                      | 2 min 2 s 47                           | + 0 s 50                               |
| 5                  | 7       | Federica Brignone               | Italie             | 1 min 1 s 86     | 7                | 1 min 0 s 98                           | 5                                      | 2 min 2 s 84                           | + 0 s 87                               |
| 6                  | 5       | Tessa Worley                    | France             | 1 min 1 s 64     | 5                | 1 min 1 s 42                           | 12                                     | 2 min 3 s 06                           | + 1 s 09                               |
| 7                  | 8       | Sara Hector                     | Suède              | 1 min 2 s 97     | 15               | 1 min 0 s 94                           | 4                                      | 2 min 3 s 91                           | + 1 s 94                               |
| 8                  | 28      | Clara Direz                     | France             | 1 min 3 s 42     | 22               | 1 min 0 s 76                           | 2                                      | 2 min 4 s 18                           | + 2 s 21                               |
| 9                  | 21      | Coralie Frasse Sombet           | France             | 1 min 2 s 56     | 9                | 1 min 1 s 68                           | 16                                     | 2 min 4 s 24                           | + 2 s 27                               |
| 10                 | 25      | Andrea Ellenberger              | Suisse             | 1 min 3 s 05     | 18               | 1 min 1 s 34                           | 11                                     | 2 min 4 s 39                           | + 2 s 42                               |
| 11                 | 14      | Frida Hansdotter                | Suède              | 1 min 2 s 73     | 12               | 1 min 1 s 67                           | 15                                     | 2 min 4 s 40                           | + 2 s 43                               |
| 12                 | 10      | Katharina Liensberger           | Autriche           | 1 min 2 s 82     | 14               | 1 min 1 s 64                           | 14                                     | 2 min 4 s 46                           | + 2 s 49                               |
| 13                 | 15      | Marta Bassino                   | Italie             | 1 min 2 s 46     | 8                | 1 min 2 s 07                           | 24                                     | 2 min 4 s 53                           | + 2 s 56                               |
| 14                 | 35      | Ylva Staalnacke                 | Suède              | 1 min 3 s 42     | 22               | 1 min 1 s 16                           | 7                                      | 2 min 4 s 58                           | + 2 s 61                               |
| 15                 | 9       | Ricarda Haaser                  | Autriche           | 1 min 2 s 66     | 10               | 1 min 2 s 01                           | 22                                     | 2 min 4 s 67                           | + 2 s 70                               |
| 16                 | 6       | Wendy Holdener                  | Suisse             | 1 min 2 s 66     | 10               | 1 min 2 s 01                           | 22                                     | 2 min 4 s 67                           | + 2 s 70                               |
| 17                 | 38      | Alice Robinson                  | Nouvelle-Zélande   | 1 min 4 s 18     | 30               | 1 min 0 s 57                           | 1                                      | 2 min 4 s 75                           | + 2 s 78                               |
| 18                 | 18      | Thea Louise Stjernesund         | Norvège            | 1 min 2 s 97     | 15               | 1 min 1 s 87                           | 20                                     | 2 min 4 s 84                           | + 2 s 87                               |
| 19                 | 30      | Marlene Schmotz                 | Allemagne          | 1 min 3 s 41     | 21               | 1 min 1 s 46                           | 13                                     | 2 min 4 s 87                           | + 2 s 90                               |
| 20                 | 13      | Kristin Lysdahl                 | Norvège            | 1 min 3 s 04     | 17               | 1 min 1 s 90                           | 21                                     | 2 min 4 s 94                           | + 2 s 97                               |
| 21                 | 16      | Lara Gut                        | Suisse             | 1 min 3 s 25     | 19               | 1 min 1 s 79                           | 18                                     | 2 min 5 s 04                           | + 3 s 07                               |
| 22                 | 12      | Meta Hrovat                     | Slovénie           | 1 min 2 s 78     | 13               | 1 min 2 s 28                           | 26                                     | 2 min 5 s 06                           | + 3 s 09                               |
| 23                 | 19      | Marie-Michèle Gagnon            | Canada             | 1 min 3 s 36     | 20               | 1 min 1 s 85                           | 19                                     | 2 min 5 s 21                           | + 3 s 24                               |
| 24                 | 20      | Katharina Truppe                | Autriche           | 1 min 3 s 52     | 24               | 1 min 1 s 76                           | 17                                     | 2 min 5 s 28                           | + 3 s 31                               |
| 25                 | 29      | Romane Miradoli                 | France             | 1 min 4 s 06     | 27               | 1 min 1 s 33                           | 10                                     | 2 min 5 s 39                           | + 3 s 42                               |
| 26                 | 26      | Mikaela Tommy                   | Canada             | 1 min 3 s 67     | 25               | 1 min 2 s 47                           | 27                                     | 2 min 6 s 14                           | + 4 s 17                               |
| 27                 | 34      | Asa Ando                        | Japon              | 1 min 4 s 10     | 28               | 1 min 2 s 25                           | 25                                     | 2 min 6 s 35                           | + 4 s 38                               |
| 28                 | 31      | Nina O'Brien                    | États-Unis         | 1 min 4 s 33     | 35               | 1 min 2 s 78                           | 29                                     | 2 min 7 s 11                           | + 5 s 14                               |
| 29                 | 39      | Riikka Honkanen                 | Finlande           | 1 min 4 s 72     | 37               | 1 min 2 s 75                           | 28                                     | 2 min 7 s 47                           | + 5 s 50                               |
| 30                 | 36      | Magdalena Fjällström            | Suède              | 1 min 4 s 22     | 31               | 1 min 3 s 28                           | 30                                     | 2 min 7 s 50                           | + 5 s 53                               |
| 31                 | 47      | Ana Bucik                       | Slovénie           | 1 min 4 s 30     | 33               | 1 min 3 s 35                           | 31                                     | 2 min 7 s 65                           | + 5 s 68                               |
| 32                 | 27      | Maryna Gąsienica-Daniel         | Pologne            | 1 min 4 s 34     | 36               | 1 min 3 s 83                           | 35                                     | 2 min 8 s 17                           | + 6 s 20                               |
| 33                 | 33      | Adriana Jelinkova               | Pays-Bas           | 1 min 4 s 31     | 34               | 1 min 4 s 06                           | 37                                     | 2 min 8 s 37                           | + 6 s 40                               |
| 34                 | 45      | Neja Dvornik                    | Slovénie           | 1 min 4 s 98     | 39               | 1 min 3 s 74                           | 33                                     | 2 min 8 s 72                           | + 6 s 75                               |
| 35                 | 55      | Ekaterina Tkachenko             | Russie             | 1 min 5 s 61     | 41               | 1 min 3 s 68                           | 32                                     | 2 min 9 s 29                           | + 7 s 32                               |
| 36                 | 49      | Núria Pau                       | Espagne            | 1 min 5 s 66     | 42               | 1 min 3 s 76                           | 34                                     | 2 min 9 s 42                           | + 7 s 45                               |
| 37                 | 42      | Gabriela Capová                 | Tchéquie           | 1 min 5 s 67     | 43               | 1 min 3 s 92                           | 36                                     | 2 min 9 s 59                           | + 7 s 62                               |
| 38                 | 43      | Erika Pykäläinen                | Finlande           | 1 min 5 s 28     | 40               | 1 min 4 s 52                           | 39                                     | 2 min 9 s 80                           | + 7 s 83                               |
| 39                 | 32      | Nevena Ignjatović               | Serbie             | 1 min 5 s 81     | 44               | 1 min 4 s 15                           | 38                                     | 2 min 9 s 96                           | + 7 s 99                               |
| 40                 | 48      | Andrea Komšić                   | Croatie            | 1 min 6 s 29     | 45               | 1 min 5 s 05                           | 41                                     | 2 min 11 s 34                          | + 9 s 37                               |
| 41                 | 51      | Francesca Baruzzi Farriol       | Argentine          | 1 min 6 s 56     | 47               | 1 min 4 s 91                           | 40                                     | 2 min 11 s 47                          | + 9 s 50                               |
| 42                 | 50      | Sarah Schleper                  | Mexique            | 1 min 6 s 64     | 48               | 1 min 5 s 59                           | 42                                     | 2 min 12 s 23                          | + 10 s 26                              |
| 43                 | 41      | Aleksandra Prokopyeva           | Russie             | 1 min 6 s 71     | 49               | 1 min 5 s 73                           | 43                                     | 2 min 12 s 44                          | + 10 s 47                              |
| 44                 | 46      | Nicol Gastaldi                  | Argentine          | 1 min 7 s 44     | 50               | 1 min 6 s 51                           | 46                                     | 2 min 13 s 95                          | + 11 s 98                              |
| 45                 | 53      | Lelde Gasūna                    | Lettonie           | 1 min 7 s 52     | 51               | 1 min 6 s 47                           | 45                                     | 2 min 13 s 99                          | + 12 s 02                              |
| 46                 | 56      | Eliza Grigg                     | Nouvelle-Zélande   | 1 min 7 s 74     | 54               | 1 min 6 s 30                           | 44                                     | 2 min 14 s 04                          | + 12 s 07                              |
| 47                 | 59      | Kim Vanreusel                   | Belgique           | 1 min 7 s 73     | 53               | 1 min 6 s 85                           | 48                                     | 2 min 14 s 58                          | + 12 s 61                              |
| 48                 | 52      | Maria Shkanova                  | Biélorussie        | 1 min 7 s 70     | 52               | 1 min 7 s 10                           | 49                                     | 2 min 14 s 80                          | + 12 s 83                              |
| 49                 | 63      | Hólmfríður Dóra Friðgeirsdóttir | Islande            | 1 min 8 s 61     | 56               | 1 min 6 s 80                           | 47                                     | 2 min 15 s 41                          | + 13 s 44                              |
| 50                 | 57      | Mialitiana Clerc                | Madagascar         | 1 min 8 s 37     | 55               | 1 min 8 s 09                           | 52                                     | 2 min 16 s 46                          | + 14 s 49                              |
| 51                 | 66      | Evelīna Gasūna                  | Lettonie           | 1 min 9 s 16     | 57               | 1 min 7 s 56                           | 51                                     | 2 min 16 s 72                          | + 14 s 75                              |
| 52                 | 58      | Nino Tsiklauri                  | Géorgie            | 1 min 9 s 53     | 58               | 1 min 7 s 27                           | 50                                     | 2 min 16 s 80                          | + 14 s 83                              |
| 53                 | 62      | Freydís Halla Einarsdóttir      | Islande            | 1 min 10 s 08    | 59               | 1 min 8 s 67                           | 53                                     | 2 min 18 s 75                          | + 16 s 78                              |
| 54                 | 60      | Tess Arbez                      | Irlande            | 1 min 10 s 23    | 60               | 1 min 9 s 84                           | 54                                     | 2 min 20 s 07                          | + 18 s 10                              |
| —                  | 37      | Piera Hudson                    | Nouvelle-Zélande   | 1 min 4 s 87     | 38               | Abandon                                | Abandon                                | Abandon                                | Abandon                                |
| —                  | 24      | Alexandra Tilley                | Grande-Bretagne    | 1 min 3 s 87     | 26               | Abandon                                | Abandon                                | Abandon                                | Abandon                                |
| —                  | 23      | Francesca Marsaglia             | Italie             | 1 min 4 s 12     | 29               | Abandon                                | Abandon                                | Abandon                                | Abandon                                |
| —                  | 22      | Kristine Gjelsten Haugen        | Norvège            | 1 min 4 s 25     | 32               | Abandon                                | Abandon                                | Abandon                                | Abandon                                |
| —                  | 17      | Sofia Goggia                    | Italie             | 1 min 1 s 82     | 6                | Abandon                                | Abandon                                | Abandon                                | Abandon                                |
| —                  | 40      | Paula Moltzan                   | États-Unis         | 1 min 6 s 36     | 46               | Non partie                             | Non partie                             | Non partie                             | Non partie                             |
| —                  | 64      | Olha Knysh                      | Ukraine            | 1 min 10 s 28    | 61               | Non qualifiées pour la deuxième manche | Non qualifiées pour la deuxième manche | Non qualifiées pour la deuxième manche | Non qualifiées pour la deuxième manche |
| —                  | 70      | Liene Bondare                   | Lettonie           | 1 min 10 s 74    | 62               | Non qualifiées pour la deuxième manche | Non qualifiées pour la deuxième manche | Non qualifiées pour la deuxième manche | Non qualifiées pour la deuxième manche |
| —                  | 79      | Šejla Merdanović                | Bosnie-Herzégovine | 1 min 10 s 87    | 63               | Non qualifiées pour la deuxième manche | Non qualifiées pour la deuxième manche | Non qualifiées pour la deuxième manche | Non qualifiées pour la deuxième manche |
| —                  | 61      | Agnese Āboltiņa                 | Lettonie           | 1 min 11 s 09    | 64               | Non qualifiées pour la deuxième manche | Non qualifiées pour la deuxième manche | Non qualifiées pour la deuxième manche | Non qualifiées pour la deuxième manche |
| —                  | 67      | Vanina Guerillot                | Portugal           | 1 min 11 s 29    | 65               | Non qualifiées pour la deuxième manche | Non qualifiées pour la deuxième manche | Non qualifiées pour la deuxième manche | Non qualifiées pour la deuxième manche |
| —                  | 78      | Maja Tadić                      | Bosnie-Herzégovine | 1 min 11 s 64    | 66               | Non qualifiées pour la deuxième manche | Non qualifiées pour la deuxième manche | Non qualifiées pour la deuxième manche | Non qualifiées pour la deuxième manche |
| —                  | 73      | María Finnbogadóttir            | Islande            | 1 min 11 s 65    | 67               | Non qualifiées pour la deuxième manche | Non qualifiées pour la deuxième manche | Non qualifiées pour la deuxième manche | Non qualifiées pour la deuxième manche |
| —                  | 72      | Nuunu Berthelsen                | Danemark           | 1 min 11 s 77    | 68               | Non qualifiées pour la deuxième manche | Non qualifiées pour la deuxième manche | Non qualifiées pour la deuxième manche | Non qualifiées pour la deuxième manche |
| —                  | 71      | Andrea Björk Birkisdóttir       | Islande            | 1 min 12 s 31    | 69               | Non qualifiées pour la deuxième manche | Non qualifiées pour la deuxième manche | Non qualifiées pour la deuxième manche | Non qualifiées pour la deuxième manche |
| —                  | 69      | Anastasiya Shepilenko           | Ukraine            | 1 min 13 s 19    | 70               | Non qualifiées pour la deuxième manche | Non qualifiées pour la deuxième manche | Non qualifiées pour la deuxième manche | Non qualifiées pour la deuxième manche |
| —                  | 74      | Élise Pellegrin                 | Malte              | 1 min 13 s 23    | 71               | Non qualifiées pour la deuxième manche | Non qualifiées pour la deuxième manche | Non qualifiées pour la deuxième manche | Non qualifiées pour la deuxième manche |
| —                  | 68      | Kong Fanying                    | Chine              | 1 min 13 s 25    | 72               | Non qualifiées pour la deuxième manche | Non qualifiées pour la deuxième manche | Non qualifiées pour la deuxième manche | Non qualifiées pour la deuxième manche |
| —                  | 75      | Mariya Grigorova                | Kazakhstan         | 1 min 14 s 08    | 73               | Non qualifiées pour la deuxième manche | Non qualifiées pour la deuxième manche | Non qualifiées pour la deuxième manche | Non qualifiées pour la deuxième manche |
| —                  | 65      | Ni Yueming                      | Chine              | 1 min 14 s 55    | 74               | Non qualifiées pour la deuxième manche | Non qualifiées pour la deuxième manche | Non qualifiées pour la deuxième manche | Non qualifiées pour la deuxième manche |
| —                  | 83      | Aristi Kyritsi                  | Grèce              | 1 min 15 s 00    | 75               | Non qualifiées pour la deuxième manche | Non qualifiées pour la deuxième manche | Non qualifiées pour la deuxième manche | Non qualifiées pour la deuxième manche |
| —                  | 81      | Sophia Ralli                    | Grèce              | 1 min 15 s 54    | 76               | Non qualifiées pour la deuxième manche | Non qualifiées pour la deuxième manche | Non qualifiées pour la deuxième manche | Non qualifiées pour la deuxième manche |
| —                  | 80      | Zhang Yuying                    | Chine              | 1 min 15 s 77    | 77               | Non qualifiées pour la deuxième manche | Non qualifiées pour la deuxième manche | Non qualifiées pour la deuxième manche | Non qualifiées pour la deuxième manche |
| —                  | 76      | Liu Yang                        | Chine              | 1 min 15 s 98    | 78               | Non qualifiées pour la deuxième manche | Non qualifiées pour la deuxième manche | Non qualifiées pour la deuxième manche | Non qualifiées pour la deuxième manche |
| —                  | 84      | Katalin Dorultán                | Hongrie            | 1 min 16 s 35    | 79               | Non qualifiées pour la deuxième manche | Non qualifiées pour la deuxième manche | Non qualifiées pour la deuxième manche | Non qualifiées pour la deuxième manche |
| —                  | 93      | Carlie Iskandar                 | Liban              | 1 min 17 s 39    | 80               | Non qualifiées pour la deuxième manche | Non qualifiées pour la deuxième manche | Non qualifiées pour la deuxième manche | Non qualifiées pour la deuxième manche |
| —                  | 82      | Ornella Oettl Reyes             | Pérou              | 1 min 17 s 66    | 81               | Non qualifiées pour la deuxième manche | Non qualifiées pour la deuxième manche | Non qualifiées pour la deuxième manche | Non qualifiées pour la deuxième manche |
| —                  | 87      | Sadaf Savehshemshaki            | Iran               | 1 min 17 s 67    | 82               | Non qualifiées pour la deuxième manche | Non qualifiées pour la deuxième manche | Non qualifiées pour la deuxième manche | Non qualifiées pour la deuxième manche |
| —                  | 92      | Jackie Chamoun                  | Liban              | 1 min 18 s 23    | 83               | Non qualifiées pour la deuxième manche | Non qualifiées pour la deuxième manche | Non qualifiées pour la deuxième manche | Non qualifiées pour la deuxième manche |
| —                  | 95      | Sara Zeidan                     | Liban              | 1 min 18 s 89    | 84               | Non qualifiées pour la deuxième manche | Non qualifiées pour la deuxième manche | Non qualifiées pour la deuxième manche | Non qualifiées pour la deuxième manche |
| —                  | 85      | Anastasia Mantsiou              | Grèce              | 1 min 20 s 25    | 85               | Non qualifiées pour la deuxième manche | Non qualifiées pour la deuxième manche | Non qualifiées pour la deuxième manche | Non qualifiées pour la deuxième manche |
| —                  | 96      | Andriani Pieri                  | Chypre             | 1 min 23 s 25    | 86               | Non qualifiées pour la deuxième manche | Non qualifiées pour la deuxième manche | Non qualifiées pour la deuxième manche | Non qualifiées pour la deuxième manche |
| —                  | 97      | Adea Kollqaku                   | Kosovo             | 1 min 26 s 39    | 87               | Non qualifiées pour la deuxième manche | Non qualifiées pour la deuxième manche | Non qualifiées pour la deuxième manche | Non qualifiées pour la deuxième manche |
| —                  | 98      | Celine Marti                    | Haïti              | 1 min 34 s 19    | 88               | Non qualifiées pour la deuxième manche | Non qualifiées pour la deuxième manche | Non qualifiées pour la deuxième manche | Non qualifiées pour la deuxième manche |
| —                  | 94      | Silouani Kostits                | Grèce              | Abandon          | Abandon          | Abandon                                | Abandon                                | Abandon                                | Abandon                                |
| —                  | 91      | Fiona Rusta                     | Kosovo             | Abandon          | Abandon          | Abandon                                | Abandon                                | Abandon                                | Abandon                                |
| —                  | 89      | Manon Ouaiss                    | Liban              | Abandon          | Abandon          | Abandon                                | Abandon                                | Abandon                                | Abandon                                |
| —                  | 77      | Suela Mëhilli                   | Albanie            | Abandon          | Abandon          | Abandon                                | Abandon                                | Abandon                                | Abandon                                |
| —                  | 54      | Jessica Anderson                | Grande-Bretagne    | Abandon          | Abandon          | Abandon                                | Abandon                                | Abandon                                | Abandon                                |
| —                  | 44      | Kateřina Pauláthová             | Tchéquie           | Abandon          | Abandon          | Abandon                                | Abandon                                | Abandon                                | Abandon                                |
| —                  | 11      | Bernadette Schild               | Autriche           | Abandon          | Abandon          | Abandon                                | Abandon                                | Abandon                                | Abandon                                |
| —                  | 90      | Forough Abbasi                  | Iran               | Disqualification | Disqualification | Disqualification                       | Disqualification                       | Disqualification                       | Disqualification                       |
| —                  | 88      | Mitra Kalhor                    | Iran               | Disqualification | Disqualification | Disqualification                       | Disqualification                       | Disqualification                       | Disqualification                       |
| —                  | 86      | Atefeh Ahmadi                   | Iran               | Disqualification | Disqualification | Disqualification                       | Disqualification                       | Disqualification                       | Disqualification                       |